# Cehu Silvaniei
Cehu Silvaniei (signifiant « Tchèque de la Sylvanie », Szilágycseh en hongrois signifiant « Tchèque de Sălaj », Bömischdorf en allemand signifiant « Village de Bohême ») est une ville roumaine du județ de Sălaj, dans la région historique de Transylvanie et dans la région de développement du Nord-ouest.

## Géographie

Localisation de Cehu Silvaniei dans le județ de Sălaj

La ville de Cehu Silvaniei est située dans le nord-est du județ, à la limite avec le județ de Maramureș (ville d'Ulmeni), sur la rive droite de la rivière Sălaj, à 34 km au nord de Zalău, le chef-lieu du județ et à 50 km au sud de Baia Mare.
La municipalité est composée de la ville de Cehu Silvaniei elle-même et de quatre villages (population en 2002) :
- Cehu Silvaniei (5 404) ;
- Horoata Cehului (222) ;
- Motiș (756) ;
- Nadiș (591) ;
- Ulciug (1 035).

## Histoire
La première mention écrite de la commune date de 1319 sous le nom de Cheevar. En 1405, elle apparaît sous le nom de Chehy faisant référence à un peuplement d'origine tchèque.
En 1529, le prince de Transylvanie István Báthory lui accorde le droit de se gouverner elle-même.
Après la dissolution de la principauté de Transylvanie en 1867, la ville a fait partie jusqu'en 1918 du royaume de Hongrie et plus précisément de la Transylvanie austro-hongroise dans le cadre de l'Autriche-Hongrie. Elle est alors rattachée au comitat de Szilágy formé en 1876. En 1918, lors de la désintégration de l'Empire, à la fin de la Première Guerre mondiale, elle intègre le Royaume de Roumanie, ce qui fut confirmé par le traité de Trianon en 1920.
Par le Deuxième arbitrage de Vienne, la ville est reprise par la Hongrie de 1940 à 1944. En mai 1944, sa communauté juive est détruite par le régime de Miklós Horthy qui la livre aux nazis, lesquels l'exterminent à Auschwitz. Fin 1944 Cehu Silvaniei a réintégré la Roumanie, ce qui a été officialisé par le traité de paix de Paris en 1947.
La ville a été longtemps un centre agricole. En 1968, lors de la réorganisation administrative du pays, elle a acquis le statut de ville et s'est ensuite industrialisée (textiles, meubles).

## Politique
Le Conseil municipal de Cehu Silvaniei compte 15 sièges de conseillers municipaux. À l'issue des élections municipales de juin 2008, András Varga (Union démocrate magyare de Roumanie) a été élu maire de la commune.
| Parti                                      | Nombre de conseillers |
| ------------------------------------------ | --------------------- |
| Union démocrate magyare de Roumanie (UDMR) | 6                     |
| Parti démocrate-libéral (PD-L)             | 3                     |
| Parti social-démocrate (PSD)               | 3                     |
| Parti national libéral (PNL)               | 2                     |
| Parti civique hongrois                     | 1                     |

## Démographie
En 1910, à l'époque austro-hongroise, la ville comptait 2 009 Roumains (34,16 %) et 3 819 Hongrois (64,94 %).
En 1930, on dénombrait 2 285 Roumains (37,87 %), 3 085 Hongrois (51,13 %), 578 Juifs (9,58 %) et 64 Roms (1,06 %).
En 1956, après la Seconde Guerre mondiale, 3 185 Roumains (44,56 %) côtoyaient 3 909 Hongrois (54,69 %), 28 Juifs (0,39 %) et 13 Roms (0,18 %).
En 2002, la ville comptait 3 794 Roumains (47,37 %), 3 964 Hongrois (49,50 %) et 237 Roms (2,95 %). On comptait à cette date 2 666 ménages et 2 937 logements.

### Religions
En 2002, la composition religieuse de la ville était la suivante :
- Chrétiens orthodoxes, 48,10 % ;
- Réformés, 43,60 % ;
- Catholiques romains, 3,52 % ;
- Grecs-Catholiques, 0,79 % ;
- Baptistes, 0,77 % ;
- Adventistes du septième jour, 0,51 % ;
- Pentecôtistes, 0,36 %.

## Éducation
Cehu Silvaniei compte 2 écoles maternelles, 3 écoles-collèges et 1 lycée.

## Économie
L'économie de la commune repose sur l'agriculture, la pisciculture (étangs), l'industrie de transformation du bois (fabrications de meubles), l'industrie textile (confection, tricotage).
La municipalité compte 5 027 ha de terres agricoles (maïs, pommes de terre, céréales), 301 ha de prairies, 1 096 ha de pâturages et 1 076 ha de forêts.

## Communications

### Routes
Cehu Silvaniei est reliée par la route régionale DJ108D au județ de Maramureș au nord et à la ville de Zalău au sud. La route DJ196, quant à elle, se dirige vers la vallée de la rivière Someș à l'est et vers Crasna et le județ de Satu Mare à l'ouest.

### Voies ferrées
La gare la plus proche est celle de Benesat à 14 km sur la ligne de chemin de fer Jibou-Baia Mare.

## Lieux et monuments
- Temple réformé de 1518.
- Fontaine en pierre du XVIe siècle.

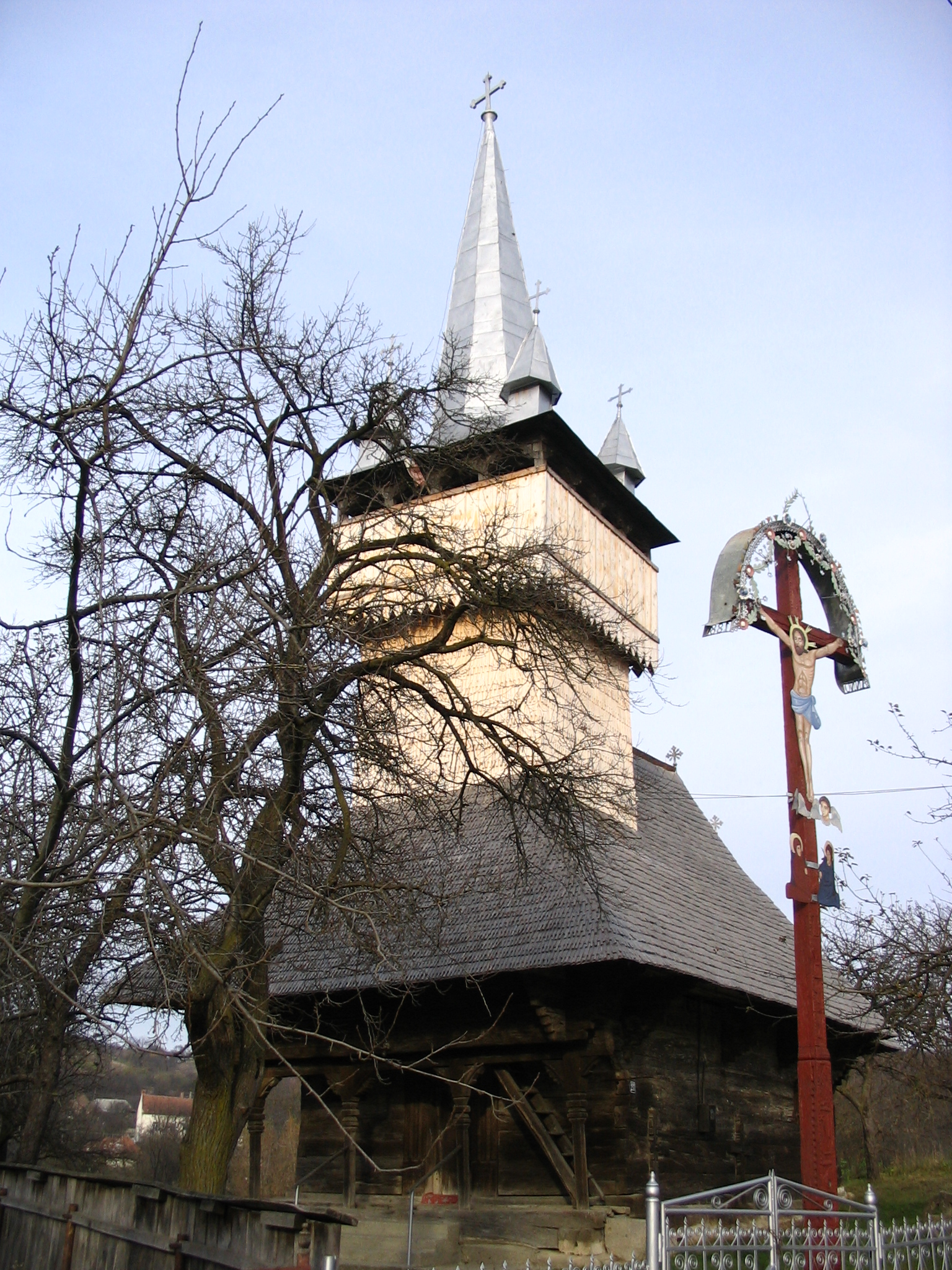
Église orthodoxe en bois d'Ulciug

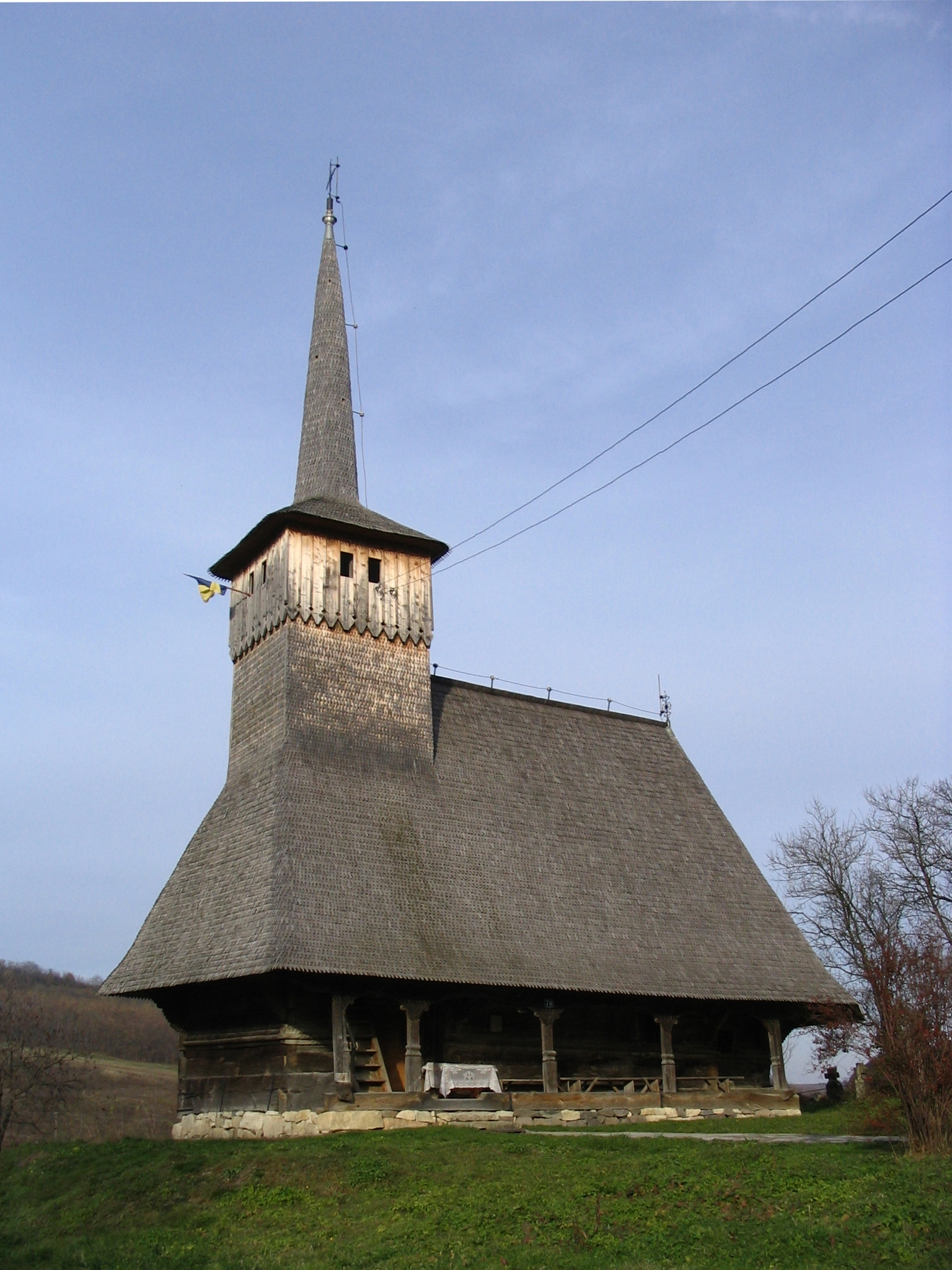
Église orthodoxe en bois de Horoatu Cehului

- Cimetière juif avec des stèles funéraires des XIXe siècle et XXe siècle.
- Village de Nadiș, église orthodoxe en bois des Saints Archanges (Sf. Arhangeli) de 1738[5].
- Village de Horoatu cehului, église orthodoxe en bois des Saints Archanges de 1749[5].
- Village d'Ulciug, église orthodoxe en bois de l'Assomption de la Vierge (Adormirea Maicii Domnului) de 1781.
- Réserve naturelle Lunca cu lalea pestrița (tulipes sauvages) de la vallée de la Sălaj (10 ha).

## Personnalités
- Béla Kun, (1886-1938), révolutionnaire hongrois est né à Cehu Silvaniei.